# William Miller
William Miller (15. února 1782 Pittsfield, Massachusetts – 20. prosince 1849 Low Hampton, New York) byl americký baptistický kazatel. Proslul hlásáním blížícího se konce světa někdy v letech 1843–1844. Hnutí, které zvěstováním paruzie započal, se zapsalo do amerických náboženských dějin a jeho přívrženci byli nazývání millerité nebo adventisté. Nejvýraznějším důsledkem tohoto hnutí byl vznik Adventismu sedmého dne v roce 1863.
Narodil se v Pittsfieldu ve státě Massachusetts. V mládí se jeho rodina odstěhovala na západ do Low Hamptonu ve státě New York, kde začal jeho otec farmařit. Jeho matka byla dcera baptistického pastora a vedla svého syna ke křesťanské víře, v dospívání však získala sympatie Williama Millera deistická filozofie. Oblíbil si díla velkých osvícenských myslitelů, mezi jeho oblíbence pařili Voltaire, David Hume a Thomas Paine. Jeho deistický postoj byl neotřesiltelný až do roku 1814, kdy se jako kapitán americké domobrany zúčastnil bitvy o Plattsburg. Odchod britských vojsk od oblehnutého Plattsburgu si nedokázal vysvětlit jinak než jako zásah vyšší moci.
Po svém návratu začal studovat Bibli, konvertoval ke křesťanství a stal se členem baptistického sboru v Low Hamptonu. Millera při četbě Bible zaujala především proroctví zachycená v knize Daniel a Zjevení a jejich studiu se věnoval po celá 20. léta 19. století. Ve svých úvahách spojil 7. a 8. kapitolu starozákonní knihy Daniel v jedno proroctví a interpretoval je jako předpověď konce světa. Ten měl nastat 2300 let po vydání ediktu o návratu židů z perského zajetí do Palestiny, tedy v letech 1843–1844. Vycházel z verše Daniel 8:14 ( Řekl mi: "Až po dvou tisících a třech stech večerech a jitrech dojde svatyně spravedlnosti."), kdy předpokládal, že 2300 večerů a jiter ve skutečnosti znamená 2300 let a očištění svatyně pak zase představuje spálení země po návratu Ježíše Krista a nanebevzetí věřících. Ve své argumentaci vycházel výhradně z Písma, odmítal mimobiblické prameny víry, jako např. soukromá zjevení, čímž se nejvíce liší od nejznámější církve, jež převzala jeho odkaz - od adventistů sedmého dne.
Poprvé se svým učením vystoupil v roce 1831 a o dva roky později se stal baptistickým kazatelem. Od této doby pořádal přednášky o konci světa a snažil se svým hlásáním zburcovat věřící i oficiální představitele církví. Dařilo se mu získávat první následovníky, opravdově se však millerizmus začal šířit až po zapojení tisku do služeb misie v roce 1840 (časopis Signs of the Times). V roce 1844 byl na jaře definitivně stanoven jako den paruzie 22. říjen 1844, tedy den smíření. Realistické odhady počtu milleritů v době jeho největší slávy v létě roku 1844 se pohybují od 50 000 do 100 000. Po tzv. velkém zklamání z 22. října 1844 (očekávaný konec světa nenastal) se hnutí začalo štěpit a rozpadat.
On sám až do své smrti v roce 1849 věřil, že konec světa může přijít každým okamžikem a nepochyboval o správnosti svých výpočtů. Sám se nikdy nepřidal k žádné skupině jeho následovníků a zůstal baptistou. Doufal, že jeho poselství církve spojí a ne, že bude rozdělovat. Z milleritů se v 60. letech 19. století ustavily dvě církve "Advent Christian Church", jež má dnes cca 25 000 členů a téměř devatenáctimilionová Církev adventistů sedmého dne.